# Гомера
Гомера (исп. La Gomera) — остров в Атлантическом океане, принадлежащий к архипелагу Канарских островов. Площадь — 369,76 км², население —  21 798 (2023). В административном отношении относится к провинции Тенерифе и обладает местным самоуправлением (совет острова, cabildo). Главный город — Сан-Себастьян-де-ла-Гомера (9055 жителей (2012)).

## Природа

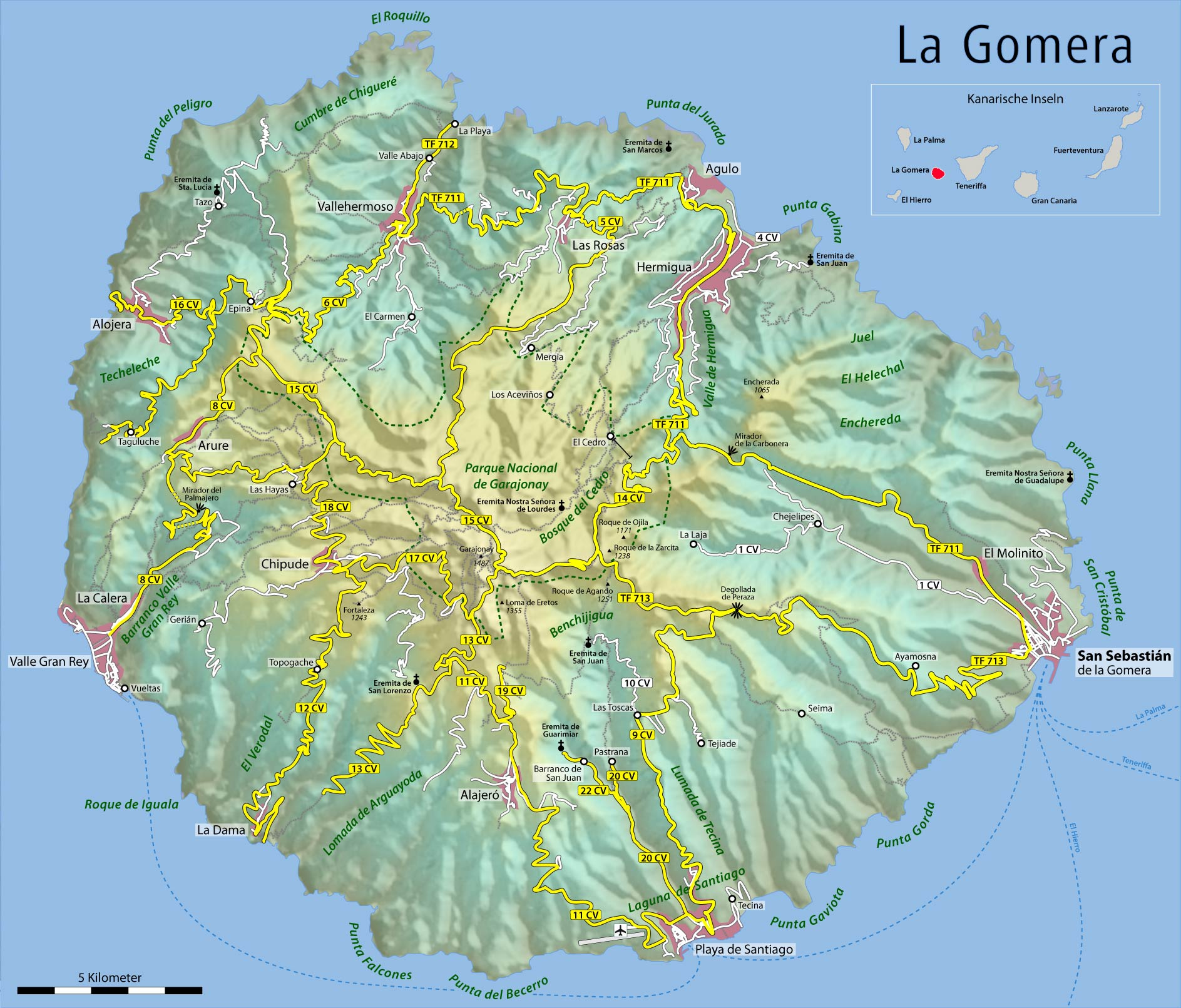
Карта острова Гомера

Остров является единственным в архипелаге, на котором отсутствуют следы вулканической активности. На Гомере расположен горный массив Гарахонай (высшая точка — 1488 м), объявленный национальным парком, в котором сохраняется уникальная растительность лавровых лесов (монтеверде). Из-за постоянного воздействия пассатов южная сторона острова более засушливая, а северная — более дождливая, что способствует развитию сельского хозяйства.

## Климатические данные
| Месяц                  | ЯНВ | ФЕВ | МАР | АПР | МАЙ | ИЮН | ИЮЛ | АВГ | СЕН | ОКТ | НОЯ | ДЕК |
| ---------------------- | --- | --- | --- | --- | --- | --- | --- | --- | --- | --- | --- | --- |
| Дневная температура    | 21  | 21  | 22  | 23  | 24  | 25  | 27  | 29  | 28  | 26  | 24  | 22  |
| Ночная температура     | 15  | 15  | 15  | 16  | 17  | 18  | 20  | 21  | 20  | 19  | 18  | 16  |
| Часов солнца в день    | 6   | 6   | 7   | 8   | 9   | 9   | 9   | 9   | 8   | 7   | 6   | 5   |
| Дождливых дней в месяц | 6   | 4   | 3   | 2   | 2   | 1   | 0   | 0   | 2   | 5   | 6   | 7   |
| Температура воды       | 19  | 18  | 18  | 18  | 19  | 20  | 21  | 22  | 23  | 23  | 21  | 20  |

## История
Как и на других островах архипелага, до появления в XV веке испанцев жителями Гомеры были гуанчи. Затем они постепенно признают над собой власть испанских сеньоров. В 1492 году Колумб сделал на Гомере последнюю остановку перед отплытием к берегам Нового Света.

## Экономика
Сельское хозяйство — выращивание бананов, а также получение пальмового мёда и изготовление спиртных напитков из него. Большое число местных жителей работает на близлежащем острове Тенерифе. Всё большее значение приобретает туризм, хотя 75 % посетителей острова приезжают в однодневные туры.

## Транспорт
В XX веке на острове построена сеть автодорог и аэропорт (принимает самолёты местной компании «Бинтер Канариас», связан прямыми рейсами с островами Тенерифе и Гран-Канария), хотя основным средством транспортировки пассажиров и товаров на остров являются паромы, осуществляющие регулярные рейсы между Канарскими островами. Паром на Тенерифе ходит не менее шести раз в день. Раз в неделю ходит прямой паром на остров Пальма. Кроме того, функционирует внутренняя паромная линия, связыващая Сан-Себастьян-де-ла-Гомера и Валле-Гран-Рей. Основные населённые пункты острова связаны между собой регулярным автобусным сообщением.

## Достопримечательности
Наряду с национальным парком Гарахонай и другими горными районами выделяется главный город острова Сан-Себастьян-де-ла-Гомера с несколькими сохранившимися памятниками старины. К достопримечательностям острова можно также отнести «гомерский свист» (silbo gomero, сильбо гомеро) — язык, при помощи которого пастухи переговаривались через пересекающие остров овраги и ущелья. Использующие «сильбо» высвистывают слова испанского языка (хотя «свист» можно адаптировать и к любому другому языку, а первоначально язык был основан на языке гуанчей). Сейчас это национальное достояние Канар преподаётся в школах острова.

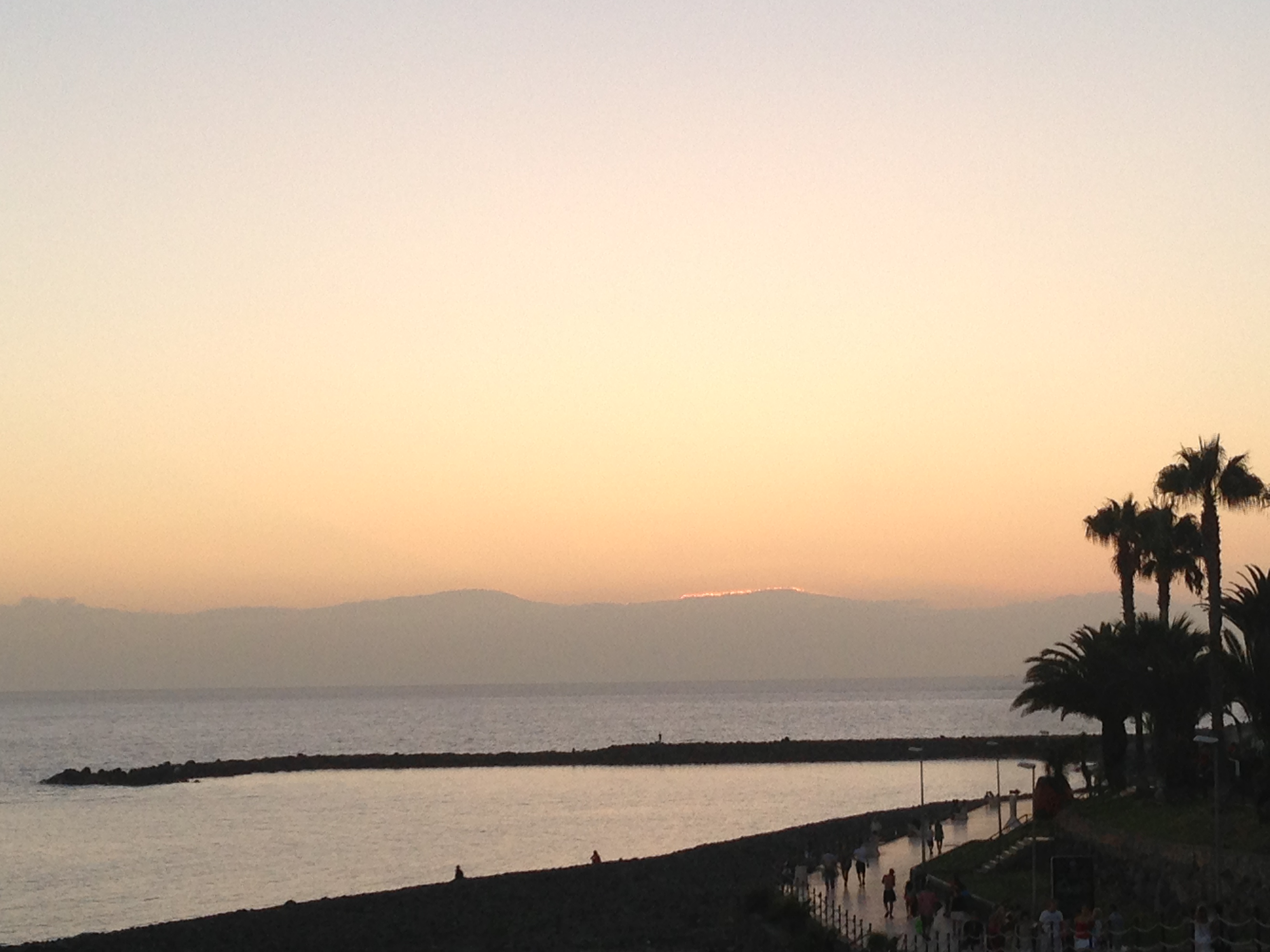
Вечерний вид на остров с юго-западного побережья Тенерифе
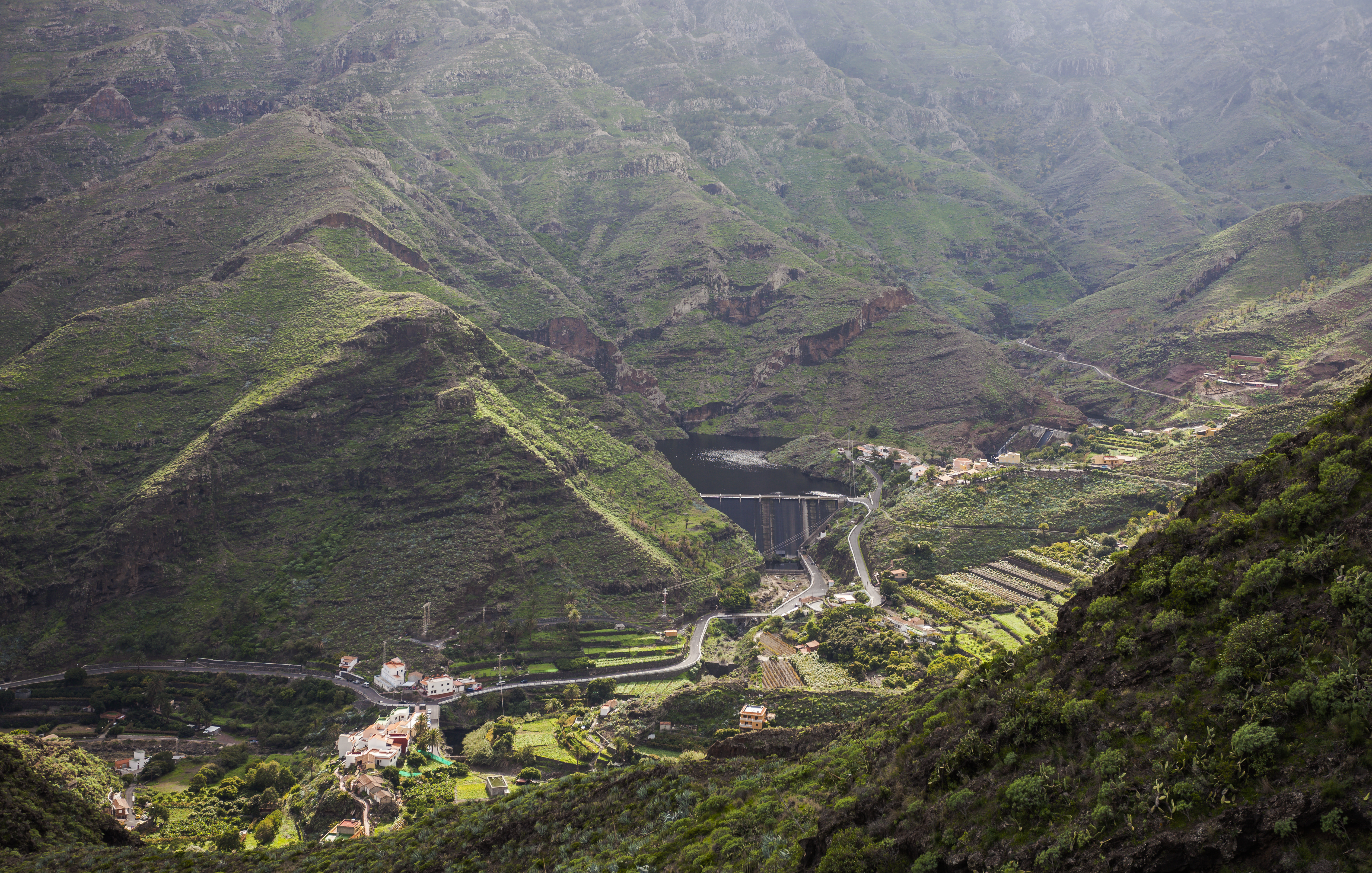
Гомера. Вид на долину
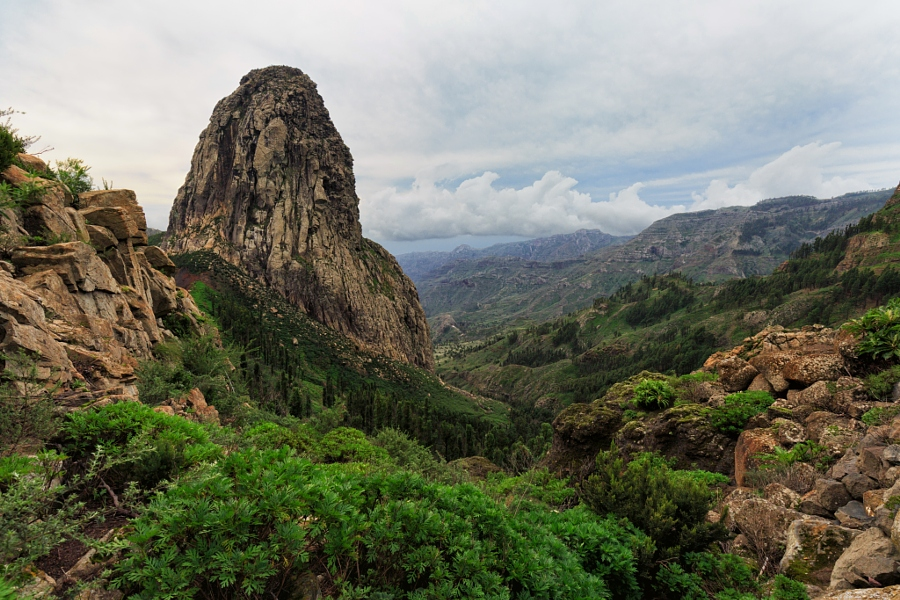
Гора Роке-де-Агандо
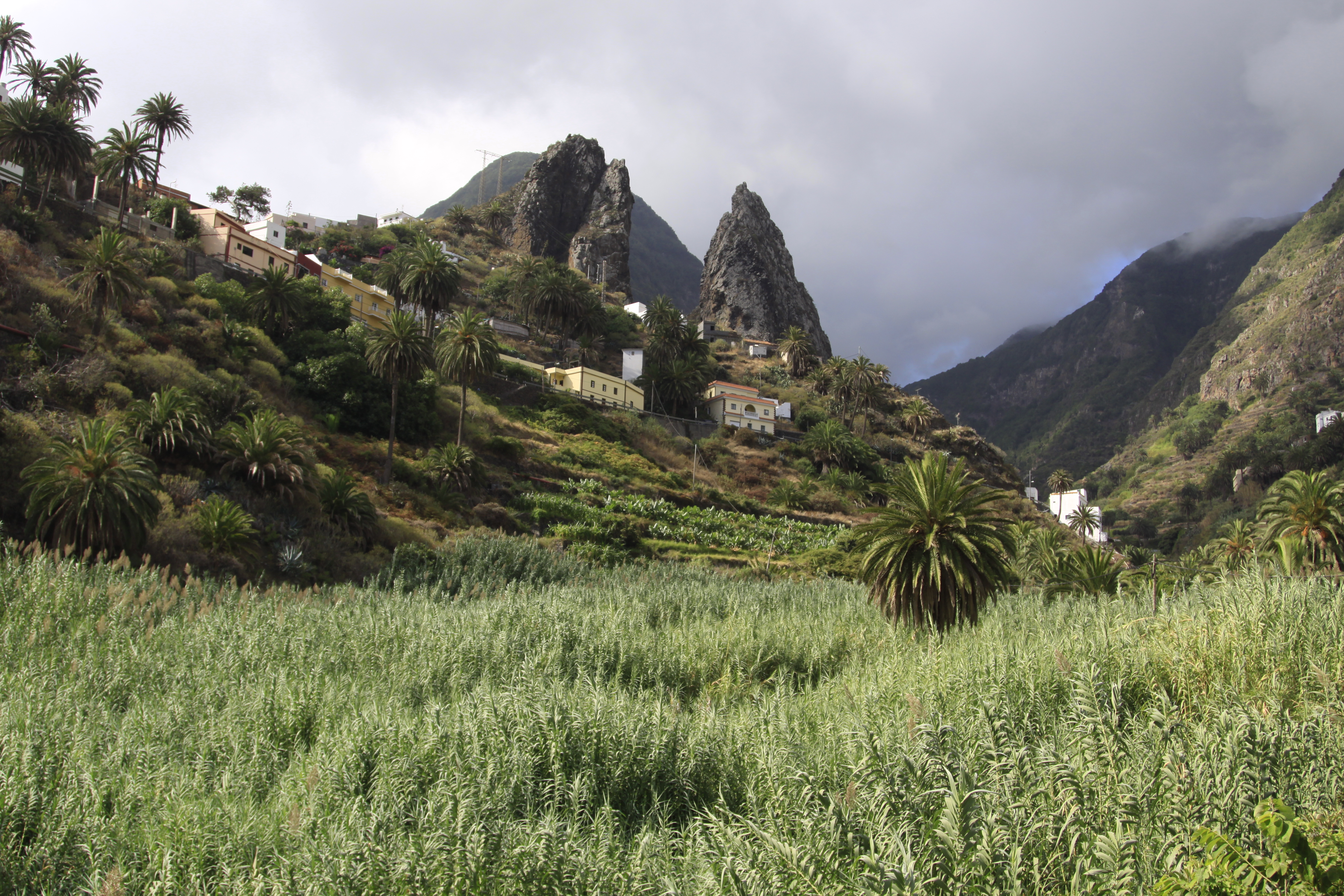
Заросли сахарного тростника на Гомере
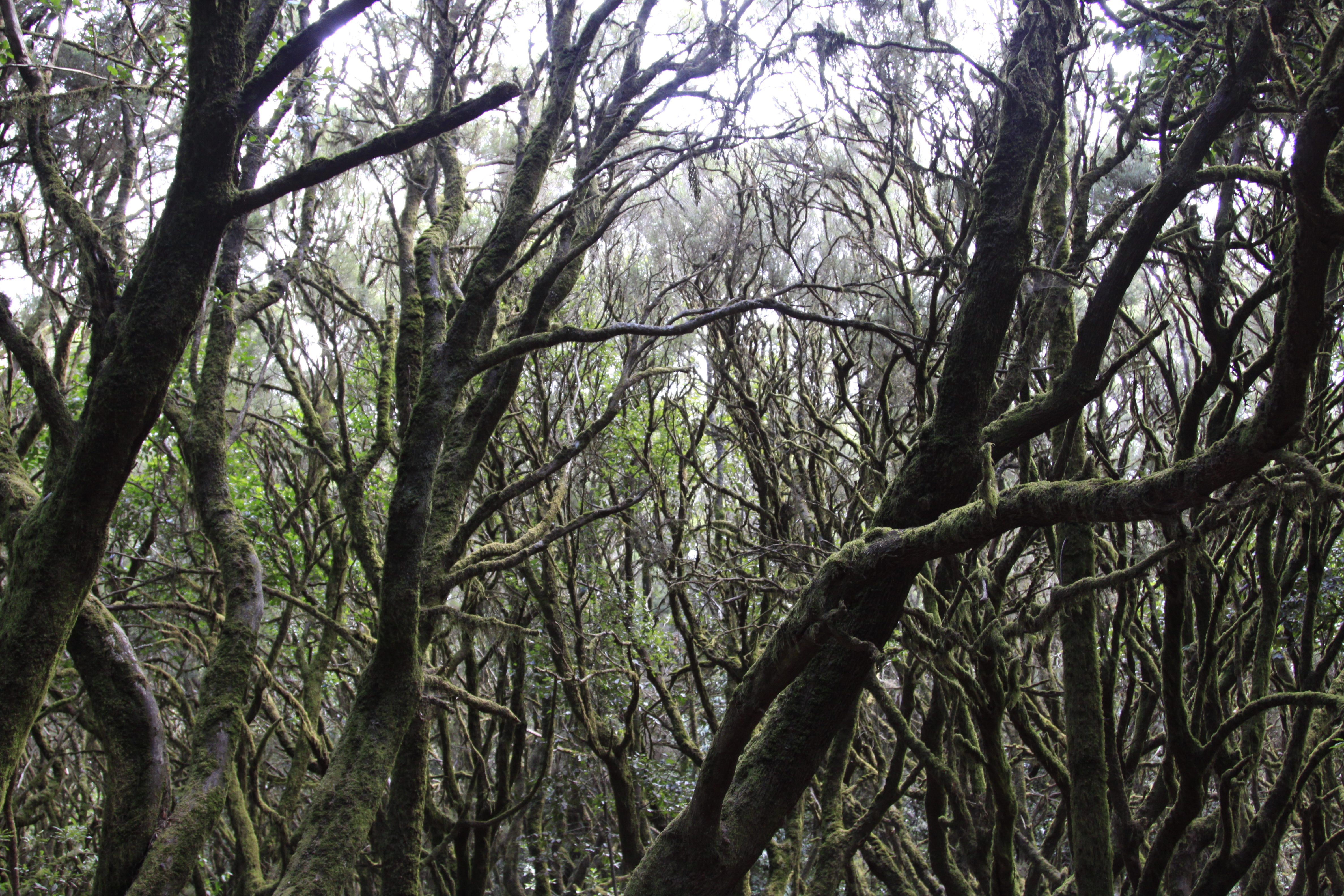
Национальный парк. Лаврово-вересковый лес